# Hiascoactinus boryeongensis
Hiascoactinus boryeongensis — викопний вид променеперих риб вимерлої родини Redfieldiidae, що існував у пізньому тріасі (228—208 млн років тому). Описаний у 2019 році.

## Скам'янілості
Викопні рештки риби знайдені у відкладеннях формації Амісан неподалік міста Порйон в провінції Південна Чхунчхон на заході Південної Кореї. Описаний з голотипу KIGAM 9A56, який складається практично з повного зразка, він позбавлений лише вентральної області дермальних елементів черепа, передньої черевної області та дистальної частини хвостового плавника. Зразок зберігається в геологічному музеї Корейського інституту геологічних наук і мінеральних ресурсів (Korea Institute of Geoscience and Mineral Resources, KIGAM).

## Опис
Від інших представників ряду Redfieldiiformes відрізняється низкою ознак, в тому числі практично не орнаментованою дермальною поверхнею черепа (за винятком області рила) та двох суборбіталів (suborbitals), розташованих вертикально позаду посторбітального каналу.